# Полонечковский сельсовет
Полонечковский сельсовет (бел. Палане́чкаўскі сельсавет) — упразднённая административная единица на территории Барановичского района Брестской области Белоруссии.

## История
24 августа 2013 года Полонечковский сельсовет упразднён.

## Состав
В состав сельсовета входило 3 деревни:
| Населённый пункт  | СОАТО         | Координаты                      |
| ----------------- | ------------- | ------------------------------- |
| деревня Полонечка |               |                                 |
| деревня Репичи    | 1 204 878 076 | 53°20′54″ с. ш. 26°16′53″ в. д. |
| деревня Щербовичи | 1 204 878 081 | 53°19′58″ с. ш. 26°15′18″ в. д. |